# Ruth Draper
Pour les articles homonymes, voir Draper.
Ruth Draper, née le 2 décembre 1884 et morte le 30 décembre 1956 à New York, est une actrice américaine, réputée pour ses sketches.

## Carrière
En 1916, Ruth Draper joue dans la pièce de Cyril Harcourt, A Lady's Name, au Maxine Elliott Theatre. Par la suite, ses spectacles sont des one-woman-show dont elle est l'auteur, où elle interprète successivement différents personnages, modifiant son apparence, utilisant plusieurs langues étrangères, avec une économie de moyens sur scène. Dans une interview, elle précise : « There is no scenery, no person except myself on the stage. The others are the joint product of my own and the audience's imagination »,,.
Elle connaît le succès à Londres en 1920. Sa carrière se déroule ensuite essentiellement aux États-Unis et en Grande-Bretagne, où elle effectue des tournées couronnées de succès. Elle se produit en 1926 à la demande du roi George VI pour une représentation privée au château de Windsor. Il existe peu d'enregistrements de ses prestations, l'actrice ne les ayant autorisés que tardivement. Ruth Draper meurt en 1956, peu de temps après une représentation au Playhouse Theatre,.

## Postérité
Ruth Draper inspire Agatha Christie pour son roman Le Couteau sur la nuque, et notamment le personnage de Carlotta Adams : « Un jour, une idée m'est venue après une représentation de Ruth Draper. Je songeais à son intelligence et à la qualité de ses interprétations, j'admirais la façon merveilleuse dont elle passait de l'épouse acariâtre à la jeune paysanne agenouillée dans une cathédrale. C'est en pensant à elle que j'en vins à écrire Lord Edgware dies ».
Ruth Draper est faite Commandeur de l'ordre de l'Empire britannique en 1951.